# Drepanogynis hiaraka
Drepanogynis hiaraka là một loài bướm đêm trong họ Geometridae.